# Vitor Teixeira
Pour les articles homonymes, voir Teixeira.
Vitor Alves Teixeira (né le 22 janvier 1958 à Belo Horizonte) est un cavalier brésilien de saut d'obstacles.

## Carrière
Vitor Teixeira participe trois fois aux Jeux olympiques.
Aux Jeux olympiques d'été de 1984 à Los Angeles, il ne participe pas à l'épreuve individuelle, il finit dixième de l'épreuve par équipes.
Aux Jeux olympiques d'été de 1988 à Séoul, il est éliminé de l'épreuve individuelle et termine huitième de l'épreuve par équipes.
Aux Jeux olympiques d'été de 1992 à Barcelone, il est éliminé de l'épreuve individuelle et termine dixième de l'épreuve par équipes.
Aux Jeux panaméricains, en 1991 il remporte la médaille de bronze de l'épreuve individuelle et la médaille d'or de l'épreuve par équipes, en 1995 il remporte la médaille d'or de l'épreuve par équipes et en 1999 à nouveau il remporte la médaille de bronze de l'épreuve individuelle et la médaille d'or de l'épreuve par équipes.
Il prend part à la présence des cavaliers brésiliens au Championnat d'Europe junior en 1989.